# Glauconycteris curryae
Glauconycteris curryae é uma espécie de morcego da família Vespertilionidae. Pode ser encontrada nos Camarões e na República Democrática do Congo.